# Mjölby
Mjölby ist ein Ort (tätort) in der schwedischen Provinz Östergötlands län und der historischen Provinz Östergötland. Der Ort ist Hauptort der gleichnamigen Gemeinde.

## Geografie
Durch Mjölby fließt der Fluss Svartån, dessen Stufen und Fälle früher zur Energieerzeugung genutzt wurden. Im Norden führt heute die Europastraße 4 am Ort vorbei, der auch seit langem ein Eisenbahnknoten ist, da hier die Södra stambanan auf der Strecke von Stockholm nach Kopenhagen mit der Strecke Godsstråket genom Bergslagen nach Motala und Hallsberg verbunden wird.

## Geschichte
Der Ort hat den Namen des Kirchspiels übernommen, das erstmals 1285 als Mylluby belegt ist. Der Name setzt sich aus dem altschwedischen Wörtern mylna oder mölna für Mühle und der Nachsilbe by für Hof oder Dorf zusammen. Später wurde die Vorsilbe dann zu Mjöl- und bedeutet Mehl. Der Fluss bietet zusammen mit dem fruchtbaren Boden der Umgebung einen guten Standort für eine Mühle. Früher gab es am Flusslauf viele Mühlen, von den nur noch eine heute in Betrieb ist. Sie befindet sich direkt neben dem Bahnhof. Historisch belegt ist auch die Schenkung zweier Mühlen 1268 durch Birger Jarls Halbbruder Elof an das Kloster Vreta.
2007 fand in Mjölby O-Ringen statt, ein Wettkampf im Orientierungslauf.

## Sehenswürdigkeiten
- Die Kirchen von Mjölby, Högby (mit der Darstellung des Runenstein von Högby) und Malexander Kyrka schmücken eigenhändig gemalte Farbglasfenster von Charles Crodel.
- Der Runenstein von Högby (schwedisch Högbystenen) mit der Nr. Ög 81 steht auf dem Friedhof der Högby Kirche in der Gemeinde Mjölby. Es gilt neben dem Rökstenen als Östergötland ansehnlichster Runenstein.
- Beim Ort liegen 20 weitere Runensteine und das Gräberfeld Kungshögarna.

## Söhne und Töchter der Stadt
- Johan Wilhelm Zetterstedt  (1785–1874), Naturforscher

- Falconer, Metal-Band

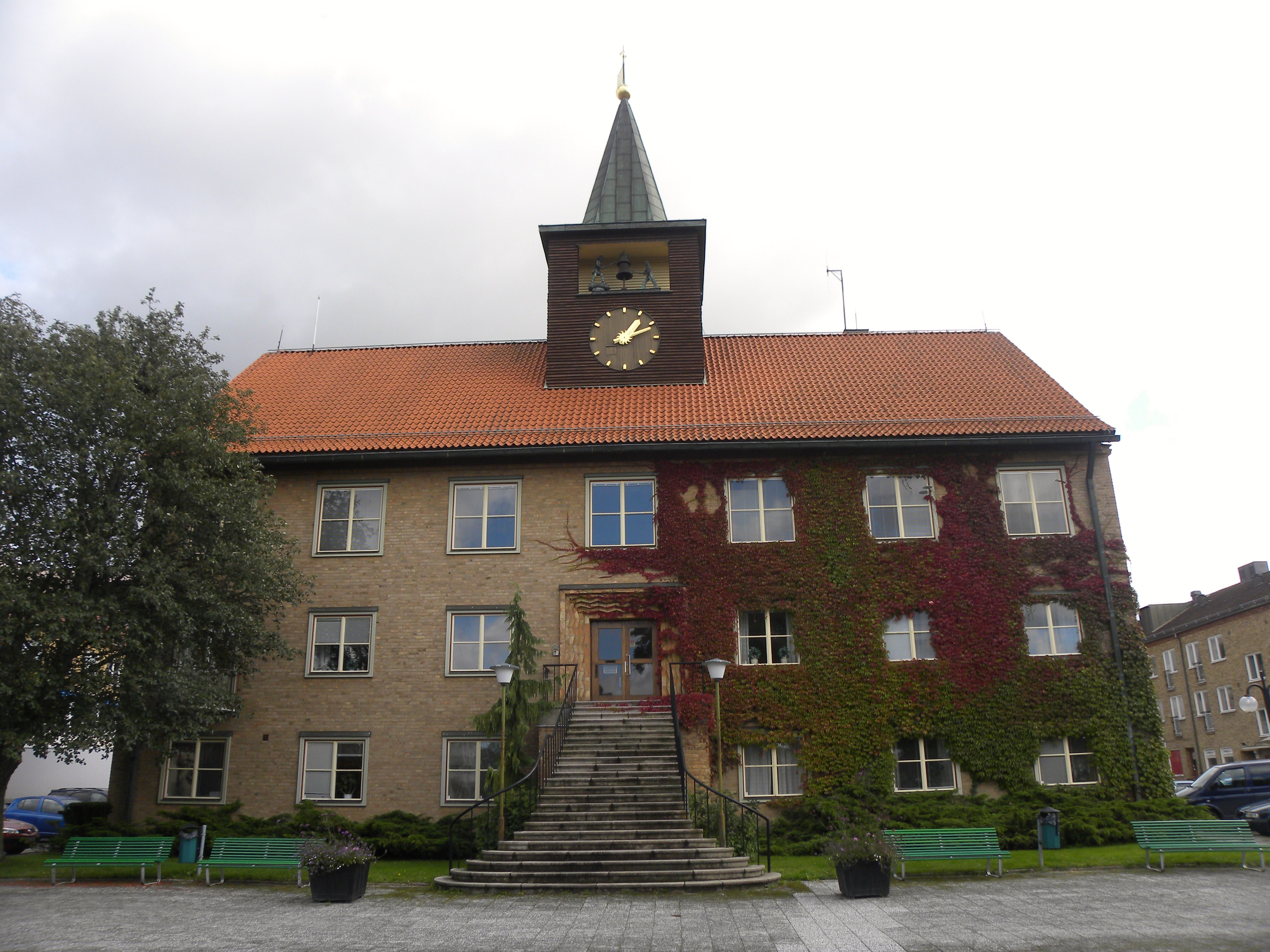
Rathaus von Mjölby
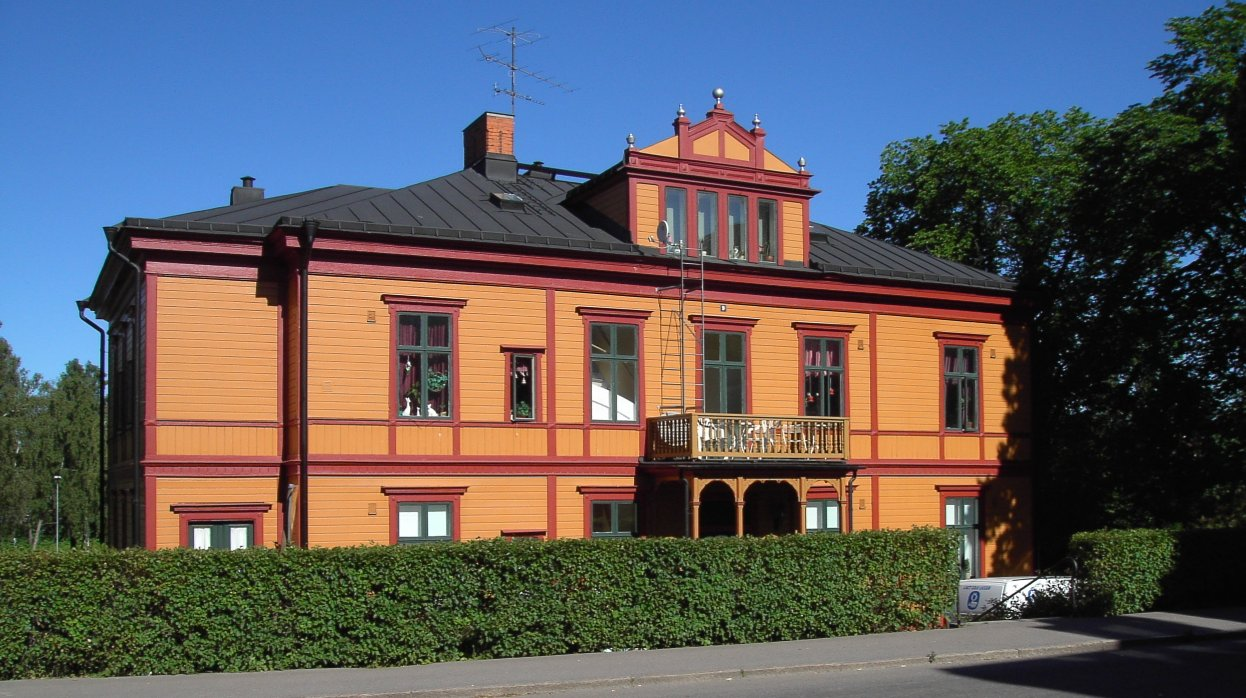
Villa Vik in Mjölby
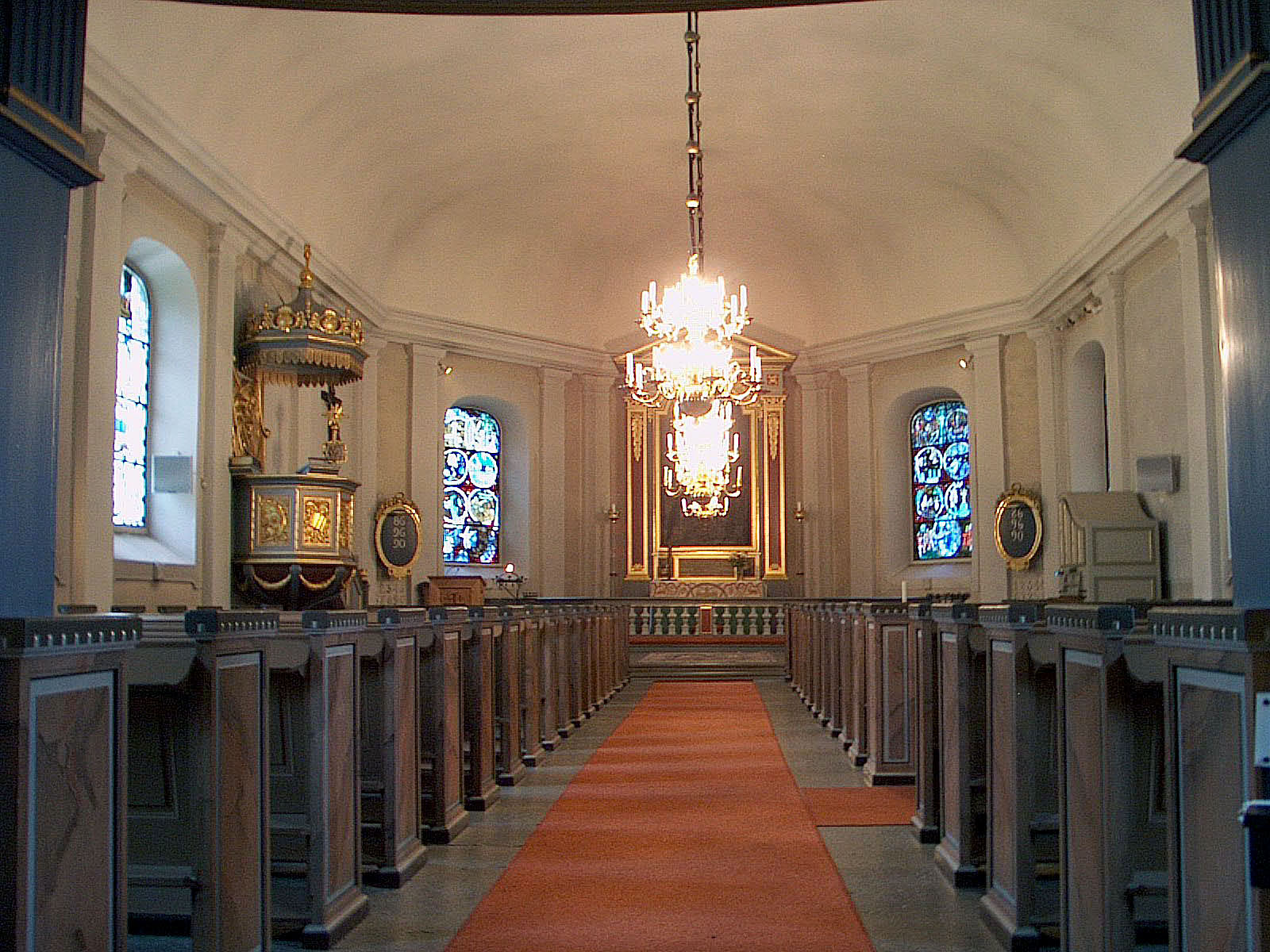
Innenansicht Mjölby Kyrka
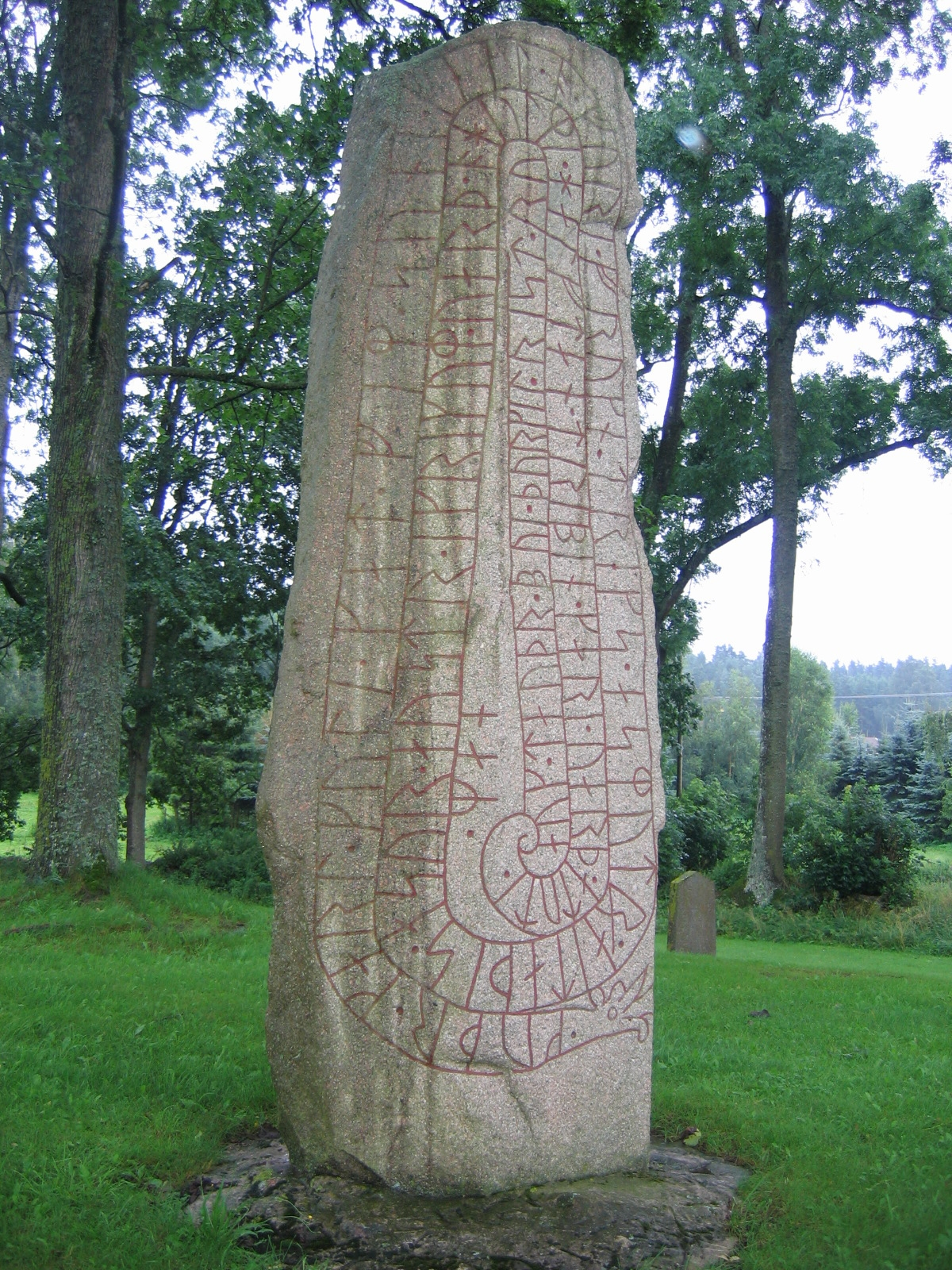
Runenstein von Högby an der Stelle der alten Högby Kyrka
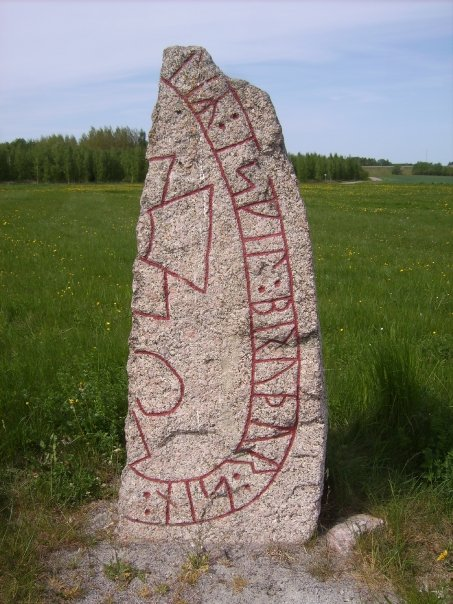
Runenstein am Sankta Ingrids kloster
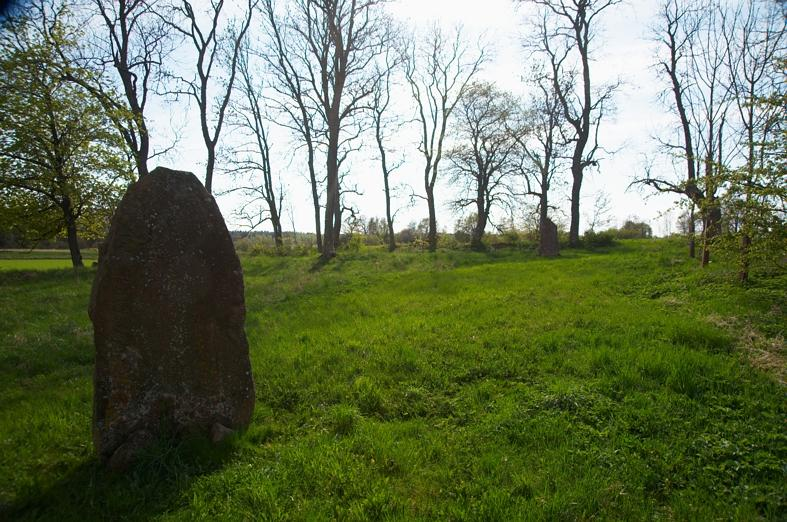
Runenstein Harstad ödekyrkogård
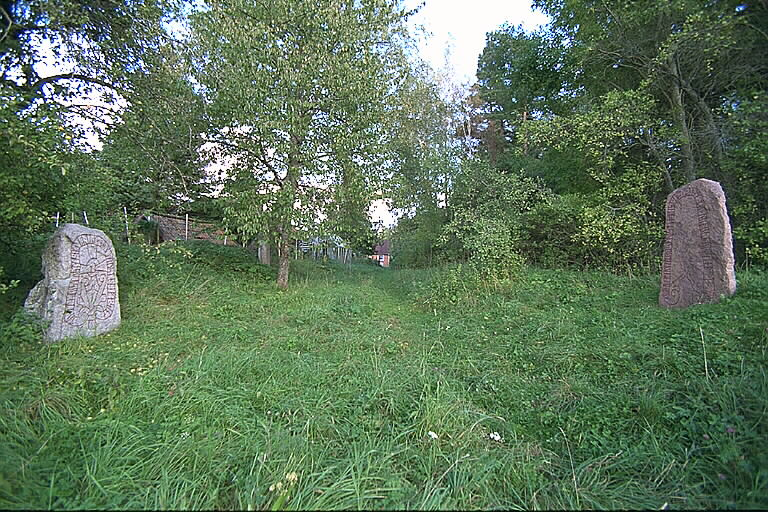
Runensteine von Enebacken